# مدرسة كيانغسو وشيكيانع الابتدائية
مدرسة كيانغسو وشيكيانع الابتدائية هي مدرسة دولية خاصة تقع في هونغ كونغ، الصين.

## الروابط الخارجية
1. ↑  Eastern. School list of 18 districts. Committee on Home School Cooperation [وصلة مكسورة] نسخة محفوظة 7 أبريل 2015 على موقع واي باك مشين.